# Oviraptoider
Oviraptorosauria ("äggrövande ödlor") är en utöd infraordning fågelliknande dinosaurier som man hittat fossil av i Asien och Nordamerika, och som tros ha levt under den geologiska perioden Krita.
Oviraptorosaurierna förekom i många olika storlekar, även om de flesta släkten var ungefär lika stora som människor, eller mindre. De gick uteslutande på bakbenen, hade korta svansar, stora klor på frambenen, och rundade skallar, ofta med tandlösa näbbar som liknade papegojors. Många släkten hade kammar av ben på huvudet, inte helt olikt de hos kasuarer.
Oviraptorosaurierna betraktas av de flesta forskare som medlemmar till undergruppen Maniraptorer, och anses av flera forskare vara nära släkt med dagens fåglar, som många betraktar som ättlingar till små köttätande dinosaurier (se även Fåglarnas uppkomst och utveckling). Oviraptorosaurierna har själva ganska många likheter med fåglar, och en del paleontologer har menat att de egentligen var en grupp primitiva fåglar som förlorat flygförmågan.

## Om oviratosaurier

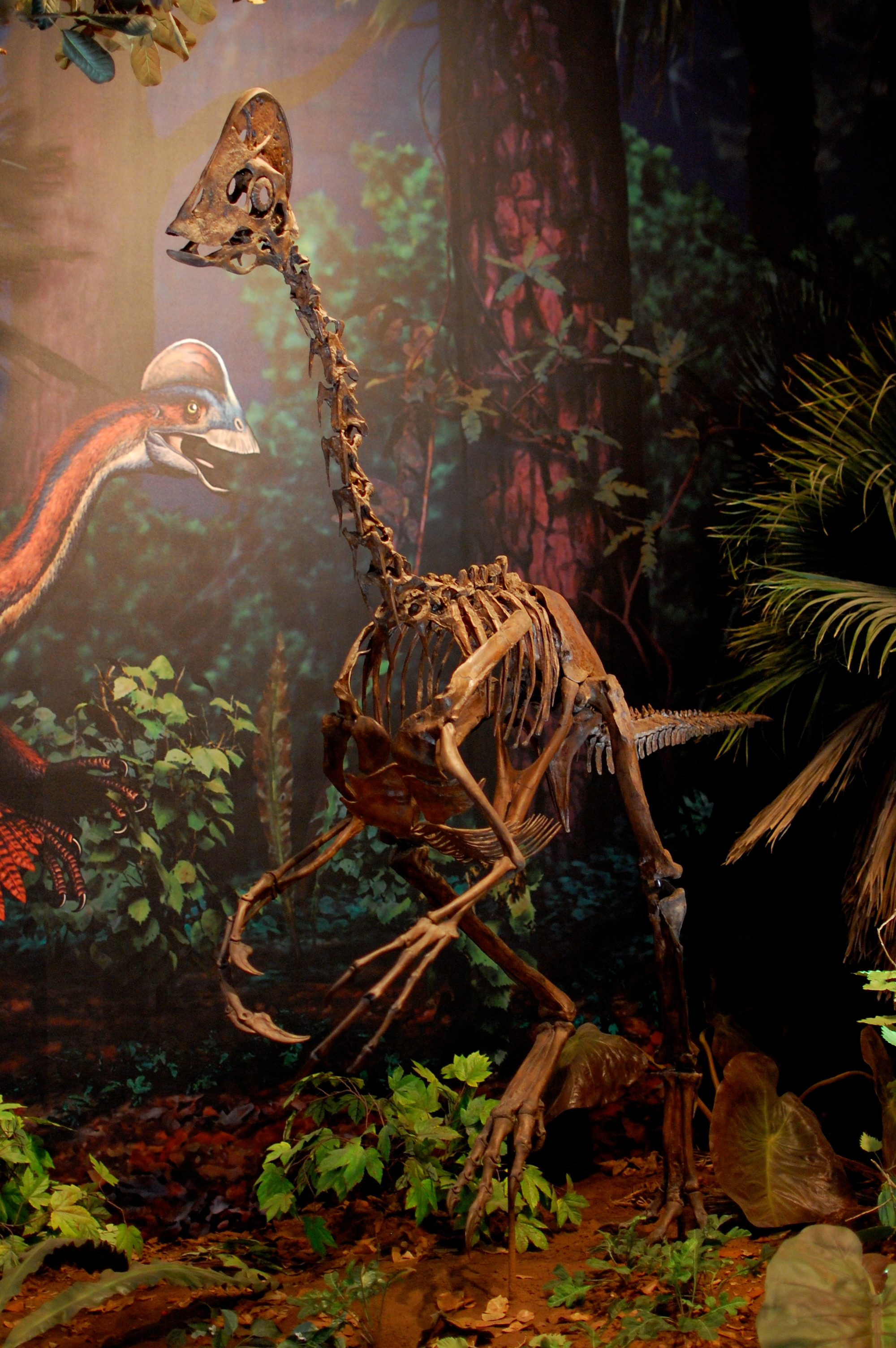
Skelett av Chirostenotes, sett framifrån.

Oviratosaurierna var, som alla kända theropoder och fåglar, tvåbenta tågångare. I likhet med många andra maniraptorer och fåglar tror man att Oviraptorosaurier hade kroppen täckt med välutvecklade fjädrar. Fossil från en del släkten har visat att frambenen hade välutvecklade handpennor, likadana som hos nutida fåglars.
Många av de kända oviraptorosaurierna var mindre än en människa. Vissa släkten, såsom Protarchaeopteryx och Caudioteryx var ej större än kalkoner. Ett undantag var den stora Gigantoraptor, som troligen blev hela 8 meter lång. 

### Föda
Namnet Oviraptorosauria ("Äggrövande ödlor") kommer ifrån namnet på gruppens mest kända släkte, Oviraptor ("Äggrövare"). Detta namn kommer från att man ursprungligen antog att den livnärde sig på andra dinosauriers ägg. Det första kända fossilet efter Oviraptor hittades ovanpå ett bo med ägg, som man trodde kom från den växtätande dinosaurien Protoceratops, och att djuret dött när det höll på att plundra boet. Eftersom det i efterhand visat sig att äggen förmodligen tillhörde Oviraptor, och inte Protoceratops, har den förklaringen till stor del förkastats. Numera anses det vara mer sannolikt att oviraptorosaurierna, liksom  Ornithominiderna ("strutsdinosaurierna") föredrog en blandad kost med en del små ödlor, men även mycket växter. 
Vissa forskare, bland dem Zanno och Makovicky, anser att oviraptorosauria har flera morfologiska drag som är typiska för växtätande djur, vilket stödjer teorin att de i själva verket var utpräglade växtätare. Välbevarade fossi efter Protarchaeopteryx, Caudipteryx och Similicaudipteryx har också visat att dessa släkten använde sig av magstenar (s.k. "gastroliter") för att smälta födan; detta beteende återfinns idag oftast hos växtätande fåglar, och är ytterligare stöd för att de var växtätare.
Ett fossil efter Oviraptor har dock påträffats med en ödla i magen, vilket kan ses som bevis för att en del släkten till viss del levde på mindre djur.

## Taxonmi och fylogeni
Var dessa dinosaurier verkligen "äkta" fåglar? Oviraptosauriernas skelett var under alla omständigheter mycket fågellika, t.om så fågellika att vissa paleontolger, till exempel 
Michael Benton och Gregory S. Paul klassar dem som en grupp tillhörande Aves, d.v.s. fåglar. Andra delar dock inte denna ståndpunkt utan menar att Oviraptosauriderna ska klassas som "non avian dinosaurs" - d.v.s. icke fågeldinosaurier, medan moderna fåglar är "fågeldinosaurier".

## Släkten

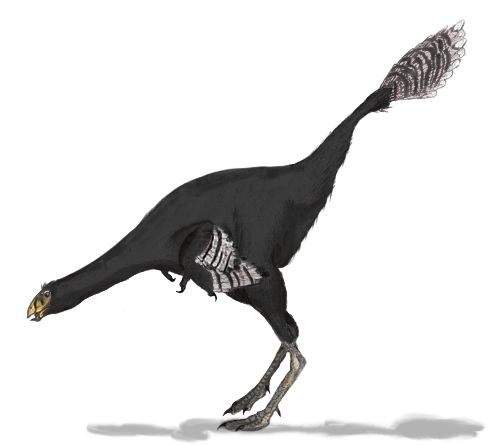
Caudipteryx.

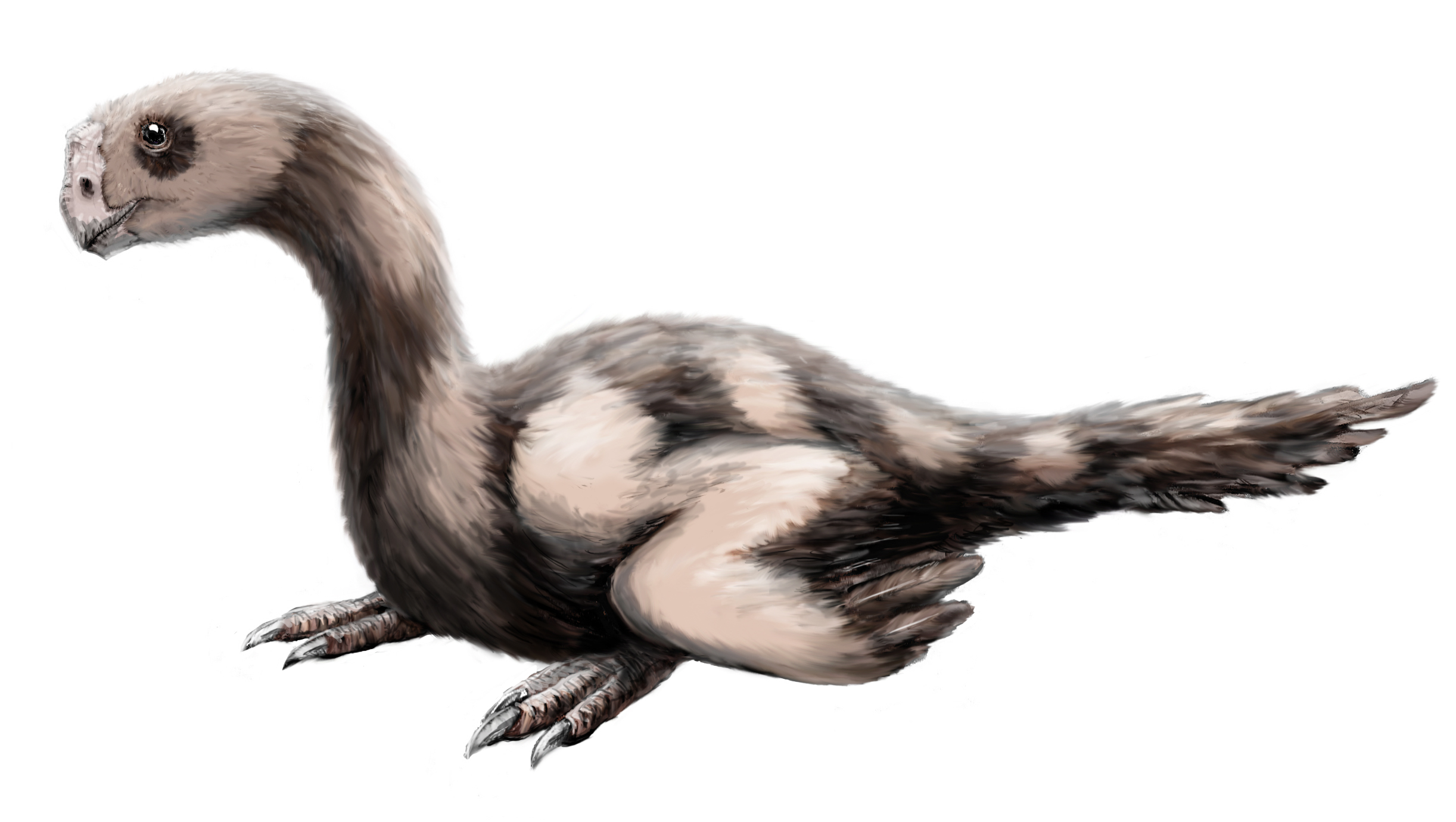
Microvenator.

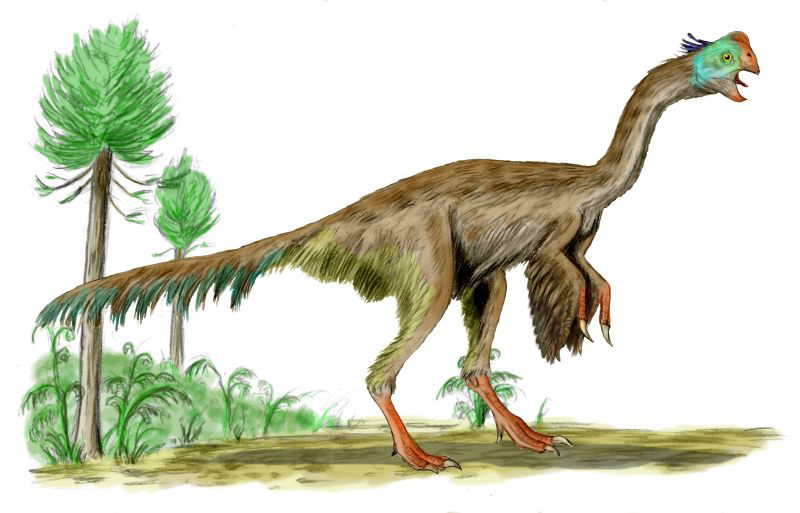
Gigantoraptor.

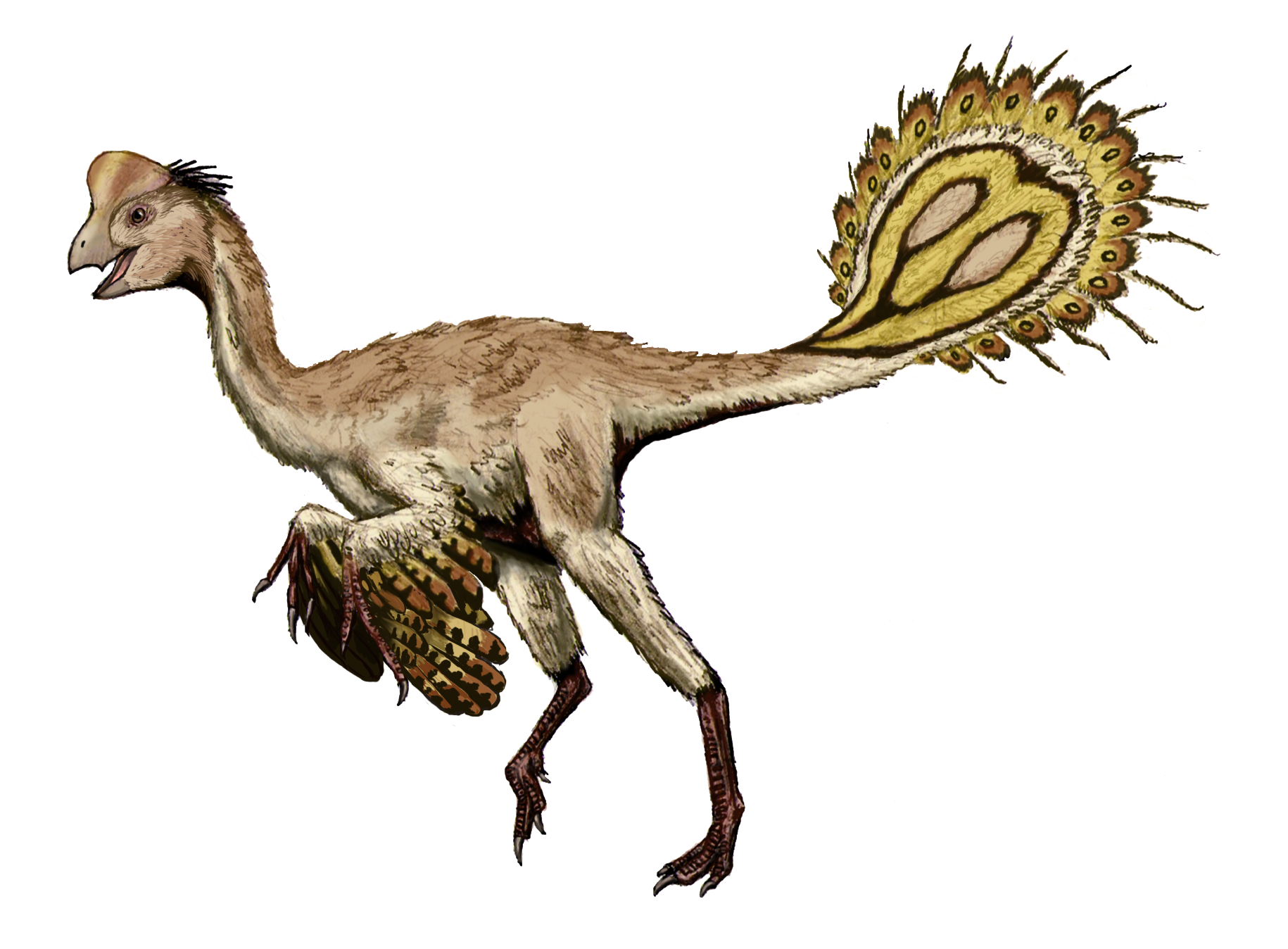
Nomingia.

Caenagnathidae
- Caenagnathasia
- Caenagnathus

Caudipterygidae
- Caudipteryx
- Similacaudipteryx

Elmisauridae
- Chirostenotes
- Elmisaurus
- Hagryphus
- Macrophalangia

Oviraptoridae
- Citipati
- Gigantoraptor
- Incisivosaurus
- Microvenator
- Nemegtomaia
- Nomingia
- Oviraptor
- Protarchaeopteryx?
- Rinchenia
- Shixinggia
- Thecocoelurus?

Ingenidae
- Conchoraptor
- Heyuannia
- Ingenia
- Khaan

Avimimidae
- Avimimus

## Synonymer
- Fenestrosaurus = Oviraptor
- Megadontosaurus = Microvenator
- Thecosaurus = Thecocoelurus